# Kaiserpokal 1977
Der Kaiserpokal 1977 war die 57. Austragung des Kaiserpokals, des höchsten japanischen Fußballpokalwettbewerbs. Sieger des Wettbewerbs waren die Fujita Industries.

## Ergebnisse

### 1. Runde
|                                               | Ergebnis |                                  |
| --------------------------------------------- | -------- | -------------------------------- |
| Dainichi Nippon Cable                         | 4:2      | Mitsui Shipbuilding              |
| Toyota Motors                                 | 1:5      | Landwirtschaftsuniversität Tokio |
| Teijin Matsuyama                              | 0:2      | Nippon Steel                     |
| Hitachi                                       | 0:1      | Yamaha Motors                    |
| Gonohe City Hall                              | 2:7      | Yomiuri                          |
| Universität Fukuoka                           | 1:0      | NTT Kinki                        |
| Waseda-Universität                            | 5:1      | Universität Sapporo              |
| Osaka University of Health and Sport Sciences | 7:0      | Fukui Bank                       |
| Sumitomo Metals                               | 3:2      | Nippon Kokan                     |
| Toyo Industries                               | 3:1      | Kyushu-Sangyo-Universität        |
| Handelsuniversität Osaka                      | 1:3      | Fujitsu                          |
| Honda Motors                                  | 1:0      | Nissan Motors                    |

### Achtelfinale
|                                               | Ergebnis |                             |
| --------------------------------------------- | -------- | --------------------------- |
| Furukawa Electric                             | 3:0      | Dainichi Nippon Cable       |
| Landwirtschaftsuniversität Tokio              | 3:1      | Nippon Steel                |
| Yamaha Motors                                 | 0:1      | Yomiuri                     |
| Universität Fukuoka                           | 1:5      | Yanmar Diesel               |
| Fujita Industries                             | 3:2      | Waseda-Universität          |
| Osaka University of Health and Sport Sciences | 0:1      | Sumitomo Metals             |
| Toyo Industries                               | 1:0      | Fujitsu                     |
| Honda Motors                                  | 0:2      | Mitsubishi Heavy Industries |

### Viertelfinale
|                   | Ergebnis |                                  |
| ----------------- | -------- | -------------------------------- |
| Furukawa Electric | 3:2      | Landwirtschaftsuniversität Tokio |
| Yomiuri           | 0:2      | Yanmar Diesel                    |
| Fujita Industries | 4:3      | Sumitomo Metals                  |
| Toyo Industries   | 0:4      | Mitsubishi Heavy Industries      |

### Halbfinale
|                   | Ergebnis |                             |
| ----------------- | -------- | --------------------------- |
| Furukawa Electric | 0:1      | Yanmar Diesel               |
| Fujita Industries | 2:1      | Mitsubishi Heavy Industries |

### Finale
|               | Ergebnis |                   |
| ------------- | -------- | ----------------- |
| Yanmar Diesel | 1:4      | Fujita Industries |